# Julian Airich
Julian Airich (* 23. Februar 1995 in Rastatt) ist ein deutscher Eishockeyspieler, der seit Juli 2025 erneut beim EHC Freiburg aus der DEL2 unter Vertrag steht und dort auf der Position des Stürmers spielt. Zuvor war Airich hauptsächlich in der drittklassigen Oberliga aktiv, wo er über 475 Partien absolvierte.

## Karriere
Julian Airich verbrachte seine Jugend beim EHC Freiburg, wo er bis zum Ende der Saison 2013/14 die Nachwuchsmannschaften durchlief. Bereits ab der Spielzeit 2012/13 war der 17-Jährige in der zweiten Mannschaft in der viertklassigen Regionalliga und der ersten Mannschaft in der drittklassigen Oberliga eingesetzt worden. Ab dem Spieljahr 2013/14 war der Stürmer Stammspieler der Oberliga-Mannschaft, die in dieser Saison die Meisterschaft gewann, die gleichbedeutend mit dem Aufstieg in die DEL2 war. Statt jedoch mit den Breisgauern in die DEL2 zu gehen, wechselte Airich für eine Spielzeit zu den Moskitos Essen in die Oberliga Nord.
Bereits nach einem Jahr kehrte der Offensivspieler zu seinem Ausbildungsverein nach Freiburg zurück, mit dem er in den Spielzeiten 2016/17 und 2017/18 in der DEL2 aktiv war. Im Sommer 2018 folgte ein erneuter Wechsel nach Essen, wo ihm in der Saison 2018/19 mit 53 Scorerpunkten in 48 Spielen der endgültige Durchbruch gelang. Im Verlauf des folgenden Spieljahres wechselte Airich im Dezember 2019 innerhalb der Oberliga Nord zu den ambitionierten Hannover Scorpions, für die er die folgenden viereinhalb Jahre aktiv war. Obwohl das Team in diesem Zeitraum die Saison dreimal als punktbestes Team der Nord-Staffel beendete, gelang der anvisierte Aufstieg in die DEL2 nicht. Im Sommer 2024 wechselte der Angreifer für eine Spielzeit zum Oberliga-Mitkonkurrenten Hammer Eisbären. Zur Saison 2025/26 kehrte Airich abermals zum EHC Freiburg in die DEL2 zurück.

## Erfolge und Auszeichnungen
- 2015 Oberliga-Meister und Aufstieg in die DEL2 mit dem EHC Freiburg

## Karrierestatistik
Stand: Ende der Saison 2024/25
(Legende zur Spielerstatistik: Sp oder GP = absolvierte Spiele; T oder G = erzielte Tore; V oder A = erzielte Assists; Pkt oder Pts = erzielte Scorerpunkte; SM oder PIM = erhaltene Strafminuten; +/− = Plus/Minus-Bilanz; PP = erzielte Überzahltore; SH = erzielte Unterzahltore; GW = erzielte Siegtore; 1 Play-downs/Relegation; Kursiv: Statistik nicht vollständig)